# Rodina (obwód pskowski)
Rodina (ros. Родина) – wieś (dieriewnia) w Rosji, w obwodzie pskowskim, w rejonie pskowskim. W 2010 liczyła 3382 mieszkańców.